# Saint-Dizier-la-Tour
Saint-Dizier-la-Tour este o comună în departamentul Creuse din centrul Franței. În 2009 avea o populație de 224 de locuitori.

## Evoluția populației
| An        | 1975 | 1982 | 1990 | 1999 | 2006 | 2009 |
| --------- | ---- | ---- | ---- | ---- | ---- | ---- |
| Populație | 321  | 276  | 234  | 228  | 235  | 224  |